# Hydractinia selena
Hydractinia selena är en nässeldjursart som beskrevs av Mills 1976. Hydractinia selena ingår i släktet Hydractinia och familjen Hydractiniidae. Inga underarter finns listade i Catalogue of Life.